# Bryce DeWitt
Bryce Seligman DeWitt (Dinuba, Kalifornia, 1923. január 8. – Austin, Texas, 2004. szeptember 23.) elméleti fizikus, munkásságának főbb területe a gravitáció és a térelméletek.

## Élete és munkássága
Az általános relativitás kvantálási problémáival foglalkozott és kifejlesztette kanonikus kvantum gravitációt, valamint  kovariáns módszereket a hőtani elméletek felhasználásával (heat kernel).  B. DeWitt, John Archibald Wheelerrel együtt  öntötte formába a  Wheeler-deWitt egyenletet az univerzum hullámfunkció elméletéhez. Behatóan foglalkozott Hugh Everett sok-világ interpretációjával. Tanítványával, Larry Smarr-ral együtt kidolgozták a numerikus relativitás területét.
A Harvard Egyetemen szerzett PhD (1950) fokozatot. Munkahelyei: Institute for Advanced Study,  University of North Carolina (Chapel Hill) és University of Texas (Austin). 1987-ben Dirac-díjban részesült, 2005–ben pedig az Einstein-díjjal ismerték el munkásságát.
Eredetileg Carl Bryce Seligman néven született, 1950-ben – édesanyja nevéből – tette hozzá a  "DeWitt" –et. A II. világháborúban  haditengerészeti repülősként szolgált. Felesége egy kiváló matematikus, fizikus, Cecile DeWitt-Morette. Bryce Seligman DeWitt 81 éves korában halt meg.

## A témához kapcsolódó könyvek
- Bryce DeWitt, Dynamical theory of groups and fields, Gordon and Breach, New York, 1965
- Bryce DeWitt, R. Neill Graham, eds., The Many-Worlds Interpretation of Quantum Mechanics, Princeton Series in Physics, Princeton University Press (1973), ISBN 0-691-08131-X.
- S. M. Christensen, ed., Quantum theory of gravity. Essays in honor of the 60th birthday of Bryce S. DeWitt, Adam Hilger, Bristol, 1984.
- Bryce DeWitt, Supermanifolds, Cambridge University Press, Cambridge, 1985.
- Bryce DeWitt, The Global Approach to Quantum Field Theory, The International Series of Monographs on Physics, Oxford University Press (2003), ISBN 978-0198510932.
- "Sopra un raggio di luce", Di Renzo Editore, Roma, 2005.

## Fordítás
- Ez a szócikk részben vagy egészben  a   Bryce DeWitt című angol Wikipédia-szócikk fordításán alapul.  Az eredeti cikk szerkesztőit annak laptörténete sorolja fel. Ez a jelzés csupán a megfogalmazás eredetét és a szerzői jogokat jelzi, nem szolgál a cikkben szereplő információk forrásmegjelöléseként.